# Crisi presidencial de Veneçuela de 2019
A principis de 2019 Veneçuela va experimentat una crisi presidencial on es va qüestionar la legitimitat de qui havia d'ocupar la presidència del país. La reelecció de Nicolás Maduro com a president de Veneçuela va ser rebutjada per diferents organitzacions i governs nacionals. L'Assemblea Nacional de Veneçuela presidida per Juan Guaidó va proposar la Llei de Transició, que s'encarregués de conformar un govern transitori.
El 23 de gener de 2019 es va realitzar un cabildo obert a Caracas en commemoració dels 61 anys de la caiguda de la dictadura de Marcos Pérez Jiménez, on va estar present Juan Guaidó que va assumir la presidència interina segons les atribucions que li atorga l'article 223 de la Constitució Nacional. Poc després del jurament, el president dels Estats Units, Donald Trump, va reconèixer a Guaidó com a president interí.
El 24 de gener el ministre de defensa Vladimir Padrino va donar suport a Maduro i no va reconèixer la investidura de Guaidó. Segons el dirigent opositor a l'exili Julio Borges, bona part de la cúpula militar es va veure obligada a donar suport a Maduro tot i els seus contactes amb Guaidó.

## Antecedents

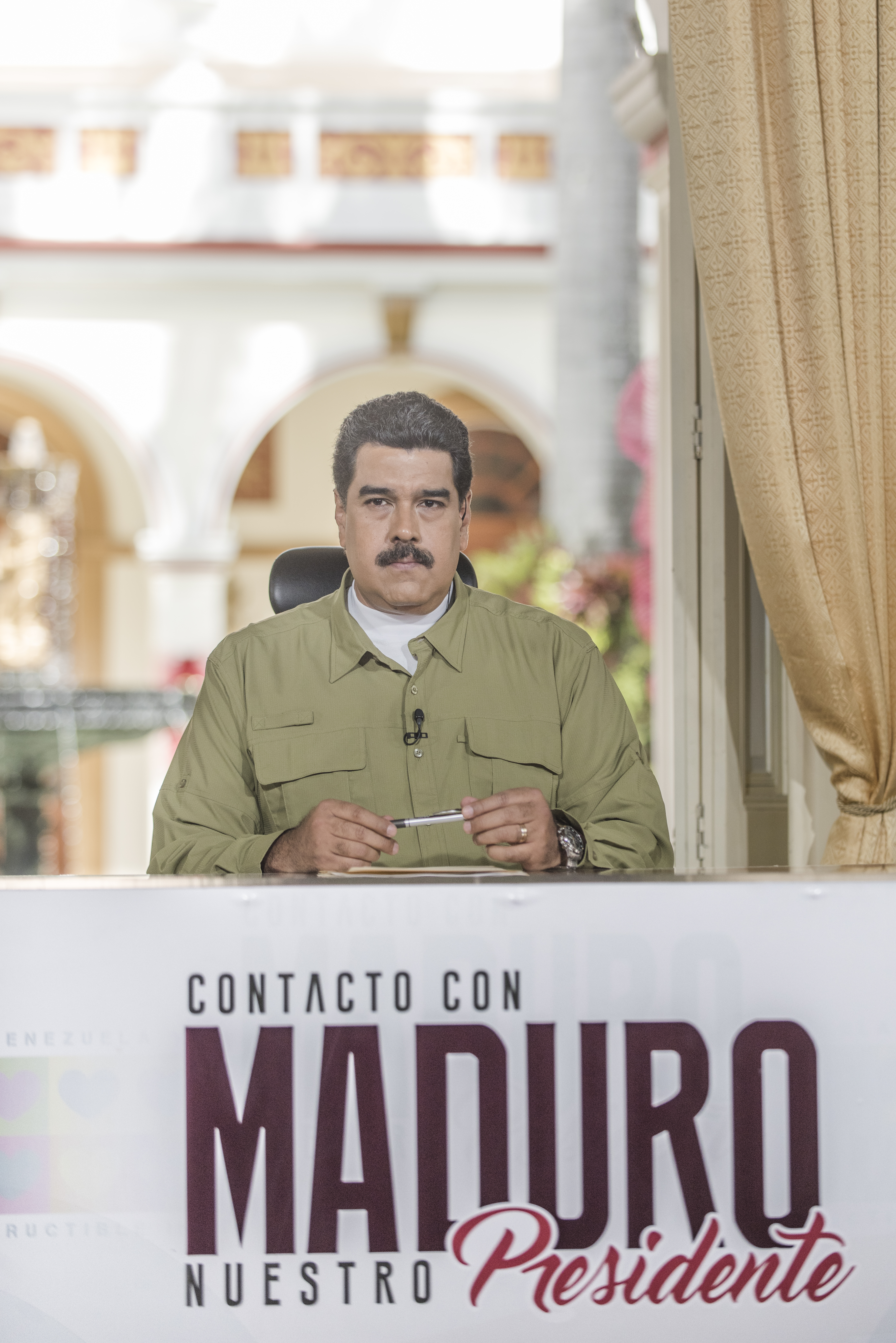
Nicolás Maduro

A les eleccions presidencials de maig de 2018, el president Nicolás Maduro va resultar reelegit sota denúncies d'irregularitats. Aquestes acusacions es van afegir a les denúncies de que, de fet, el govern de Maduro és una dictadura. Abans del 10 de gener, data de la presa de possessió, va haver-hi pressions per què no seguís al govern per part de varis governs i organismes, incloent-hi el Grupo de Lima, els Estats Units (EUA), la Unió Europea i la OEA i va rebre el beneplàcit de Rússia, la Xina i l'ALBA.

## Esdeveniments

### Qüestionament des de l'oficialisme
Un dels primers signes d'una crisi imminent va ser quan Christian Zerpa, un magistrat de la Sala Electoral del Tribunal Suprem de Justícia de Veneçuela, es va exiliar als Estats Units uns dies abans de la inauguració presidencial del 10 de gener. Va afirmar que Maduro és «incompetent» i «il·legítim».
Una altra senyal de problemes greus va ser que segons fonts d'intel·ligència americanes, Vladimir Padrino López, Ministre de Defensa, havia demanat a Maduro que dimitís i amenaçant amb renunciar si no ho feia.

### Falta de reconeixement internacional

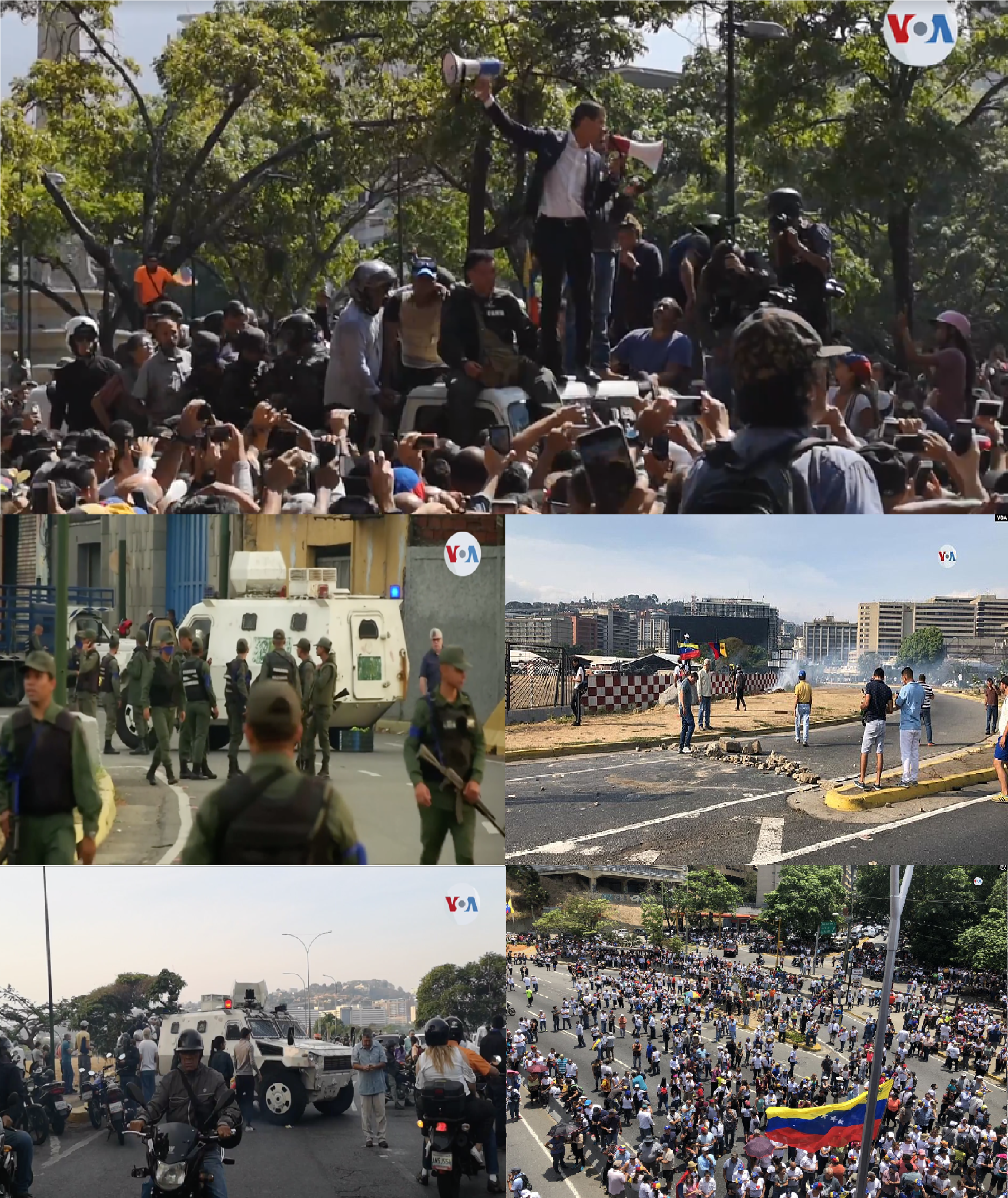
Imatges de la revolta opositora

Molts països i organismes internacionals supranacionals es van unir a l'Asamblea Nacional argumentant que el govern de Maduro era il·legítim i va portar al tancament de relacions diplomàtiques per part d'alguns països i a sol·licituds de la renúncia de Maduro. La primera acció dels EUA en col·laboració amb el «nou president legítim de Veneçuela» va ser acceptar la sol·licitud de Guaidó i «proporcionar més de 20 milions de dòlars en assistència humanitària al poble de Veneçuela» tal com el va fer públic Mike Pompeo el 24 de gener en una sessió extraordinària del consell permanent de l'OEA. Les declaracions de diferents representants del govern dels EUA van ser dirigides a la Fuerza Armada, exigint i advertint que deixessin ingressar l'ajuda humanitària i que reconeguessin al president interí. El senador Marco Rubio va advertir que la destinació del país era a les seves mans i que havien de «prendre la decisió més important de les seves vides». Així mateix, Donald Trump, en un discurs oficial el 18 de febrer a Florida, va instar als oficials veneçolans a donar suport a Guaidó i a restablir la democràcia.
Altres organismes, com l'ALBA, van donar suport a Maduro i van fer una crida a l'oposició perquè acceptés la seva presidència.

## Cabildoobert
Una vegada nomenat president de l'Assemblea Nacional de Venezuela el 5 de gener de 2019, Juan Guaidó va començar les mocions per formar un govern de transició, afirmant que encara que Maduro comencés el seu mandat el dia 10, el país no tindria un president elegit legítimament. En nom de l'Assemblea va declarar que el país havia caigut en una dictadura de facto i no tenia cap líder, declarant que la nació es trobava en estat d'emergència. En aquesta declaració es va cridar per primer cop a "aquella enorme majoria de soldats i oficials que porten amb honor el seu uniforme i no s'han deixat corrompre […] perquè facin un pas endavant […] s'ha de desconèixer el que no va ser producte del vot popular".
Després va anunciar que es mantindria un cabildo obert l'11 de gener. Es va organitzar com un míting pels carrers de Caracas, on la Asamblea Nacional va anunciar que Guaidó assumiria les competències de l'article 233 de la Constitució de Veneçuela i també va anunciar plans per destituir al president Maduro.

## Detenció i alliberament de Juan Guaidó

Països que reconeixen a Juan Guaidó com a president interí: Veneçuela
Reconeixement de Guaidó
Reconeixement de Maduro

El 13 de gener de 2019, mentre es dirigia a La Guaira per assistir al cabildo obert convocat per aquell dia, va ser interceptat per efectius del Servicio Bolivariano de Inteligencia Nacional (SEBIN) i detingut, segons va informar la seva dona Fabiana Rosales. Poc després va ser alliberat. El govern va afirmar que va ser una detenció realitzada de forma unilateral per funcionaris del SEBIN i es va emetre una ordre de detenció del comissari del servei d'intel·ligència Idelmano Múcura com a responsable. Guaidó va denunciar que hi havia un problema en la cadena de comandament de les forces armades.

## Mediació
Els governs de Mèxic i Uruguai es van oferir com a mediadors en el conflicte entre ambdues parts. Aquesta mediació va ser acceptada per Maduro afirmant que seguiria en el govern mentrestant.

## Reaccions internacionals
- Alemanya. El ministre d'exteriors Heiko Mass va anunciar que "amb respecte a Veneçuela no som neutrals. Estem al costat de l'Assemblea Nacional triada pel poble. Maduro no és un president legitimat democràticament".[31]
- Argentina. El 23 de gener el president Mauricio Macri va manifestar el seu recolzament a la presidència a Guaidó.[32]
- Brasil. El president Jair Bolsonaro va donar suport a Guaidó via Twitter.[33]
- Bolívia. El president Evo Morales va assistir a la presa de possessió de Maduro el 10 de gener i va manifestar la seva oposició a qualsevol intervenció externa.[34]
- Canadà. El Departament d'assumptes globals del Canadà va anunciar el 23 de gener que reconeixien el govern de Guaidó.[35]
- Colòmbia. El president Iván Duque va declarar durant el Fòrum Econòmic Mundial a Suïssa, que el seu govern reconeixia a Guaidó com a president provisional de Veneçuela.[36]
- Costa Rica. El president Carlos Alvarado Quesada va reconèixer Guaidó com a president.[37]
- Cuba. El president Miguel Díaz-Canel va assistir al jurament de Maduro com a president, manifestant el seu recolzament.[38]
- Dinamarca. El ministre de relacions exteriors Ander Samuelsen, va anunciar via Twitter el recolzament del seu govern a Juan Guaidó, calificant-lo com "una nova esperança a Veneçuela".[39]
- Equador. El president Lenin Moreno va manifestar el seu recolzament a Juan Guaidó el 23 de gener.[40]
- Espanya. El president Pedro Sánchez va parlar per telèfon amb Guaidó el mateix dia del seu jurament i el dia 26 de gener va afirmar que juntament amb els socis de la Unió Europea reconeixeria Guaidó si Maduro no convocava eleccions en un termini de vuit dies.[41]
- Estats Units d'America. El 23 de gener el president Donald Trump va reconèixer oficialment a Juan Guaidó com a president interí de Veneçuela.[42]
- França. El president francès Emmanuel Macron va definir al president Maduro com "il·legítima" afegint que "celebra el valor de cents de mils de veneçolans que marxen per la seva llibertat".[43]
- Guatemala. La ministra de relacions exteriors, Sandra Jovel, va declarar el 23 de gener que «Guatemala reconeix al President de la Asamblea Nacional Juan Guaidó com l'encarregat interí de la Presidència de Veneçuela i manifesta el seu recolzament».[44]
- Iran. El ministre d'exteriors iraní va declarar el seu recolzament a Maduro i que "donava recolzament al govern legítim i a la nació de Veneçuela davant les ingerències il·legals de Washington".[45]
- Mèxic. El govern mexicà va dir que de moment seguiria reconeixent a Maduro com a president.[46] Anteriorment s'havia ofert com a mediador entre el govern bolivarià i el govern de transició.[47]
- Paraguai. El president Mario Abdo Benítez va comunicar per Twitter que el seu govern «expressa el seu recolzament al president encarregat de Veneçuela Juan Guaidó».[48]
- Perú. El 23 de gener el ministeri d'afers exteriors de Perú va comunicar via Twitter que «El Govern del Perú reconeix i recolza al President de l'Asamblea Nacional Juan Guaidó».[49]
- Rússia. Andréi Klímov, senador del Consell de la Federació Russa, va anunciar que el govern rus mantindria el seu reconeixement a Nicolás Maduro com a president de Veneçuela.[50]
- Turquia. El 24 de gener el president Recep Tayyip Erdoğan va donar suport a Maduro.[51]
- Xile. El president de Xile Sebastián Piñera va declarar el recolzament a Juan Guaidó com a president de Veneçuela.[52]
- Organització dels Estats Americans. El 23 de gener el secretari general de la OEA, Luis Almagro, va felicitar a Guaidó per assumir ser l'encarregat de la presidència.[53]
- Unió Europea. El 23 de gener va fer un comunicat on reconeixia l'Assemblea Nacional com una institució elegida democràticament i instava a celebrar noves eleccions. El 25 de gener va instar a Nicolás Maduro a convocar eleccions abans de vuit dies.[54][55]
- Organització de les Nacions Unides. La institució s'ha abstingut de prendre cap posició, demanant «negociacions polítiques inclusives i creïbles» entre les parts confrontades.[56]

## De juliol a novembre: diàlegs sords i negociació parlamentària

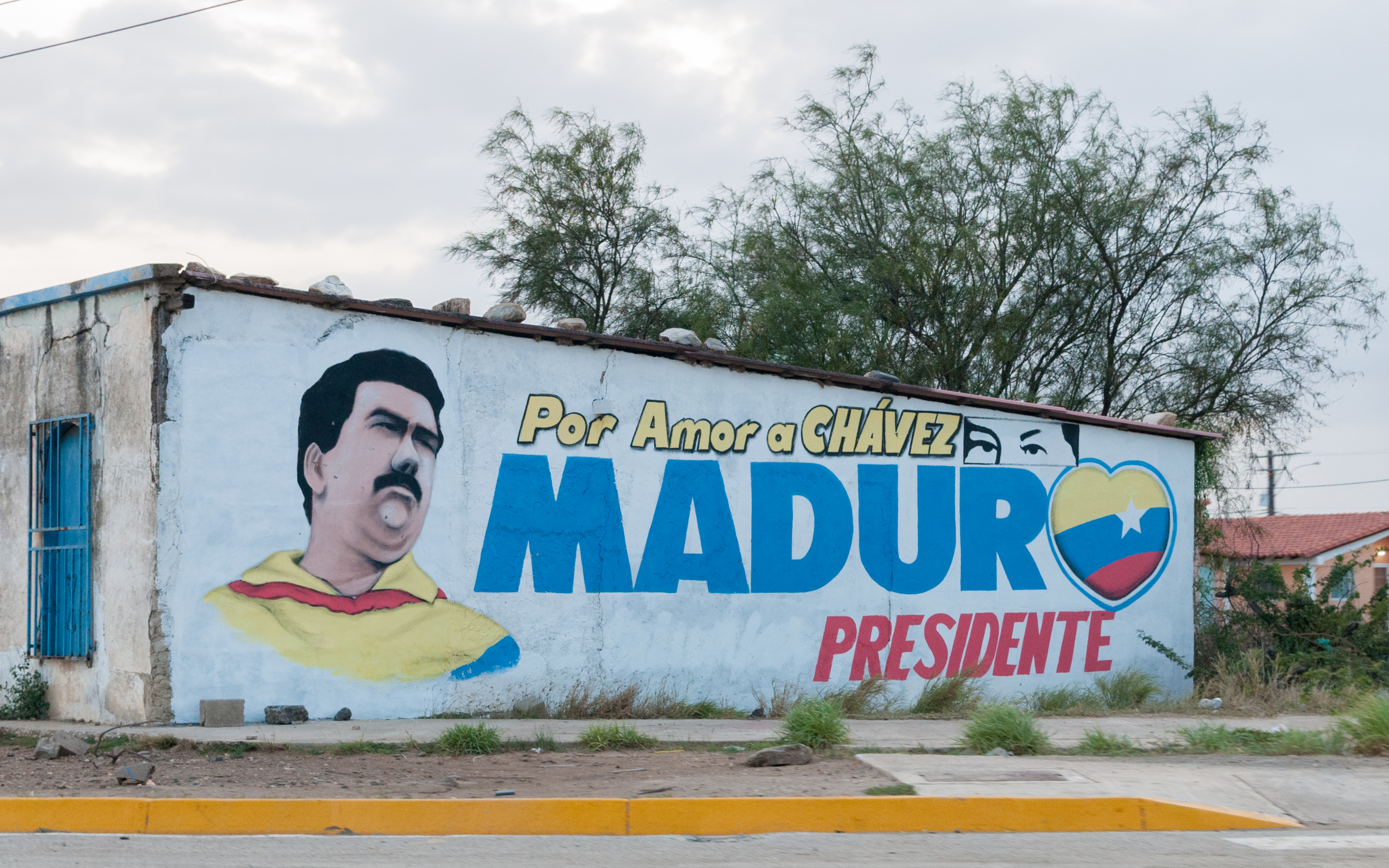

Després del deteriorament de l'acció política de l'intent de cop d'estat, s'obrí un procés polític de diàleg on l'oposició liderada per Guaidó i el govern nacional, acordaren arribar a consensos que garanteixin la pau i l'estabilitat política. Les primeres jornades no van deixar cap resultat significatiu. Finalment, després d'una nova ordre executiva del govern dels EUA emesa el 5 d'agost, que va decretar un bloqueig econòmic, comercial i financer contra Veneçuela, instigat i celebrat pel líder del sector opositor Juan Guaidó, el president Nicolás Maduro decidí, el 7 d'agost, aixecar-se de la taula de diàleg.
Un mes després d'abandonar el diàleg a Barbados, el president Nicolás Maduro establí una nova taula de negociació amb un altre sector de l'oposició que deixà ràpidament importants acords: el retorn del chavisme al Parlament que presideix Guaidó, la renovació d'autoritats electorals i l'alliberament de «presos polítics».

## Novembre i desembre: les corrupteles de Guaidó
Finalment, un reportatge oficial del mitjà estatunidenc PaNam Post, revelà una trama de corrupció milionària amb els recursos assignats per a l'ajuda humanitària que involucrà directament a Guaidó i als seus designats per a labors operatives.

## Arribada de la pandèmia de COVID-19
Les protestes es van reprendre parcialment a principis del 2020, però es van suspendre a causa de l'arribada de la pandèmia de COVID-19 a Veneçuela.

## Guaidó marxa de Veneçuela
El desembre de 2022 Guaidó va perdre el suport de la majoria parlamentària i fou cessat, i enmig de la seva precandidatura presidencial, va abandonar el país.